# Louise Modersohn-Breling

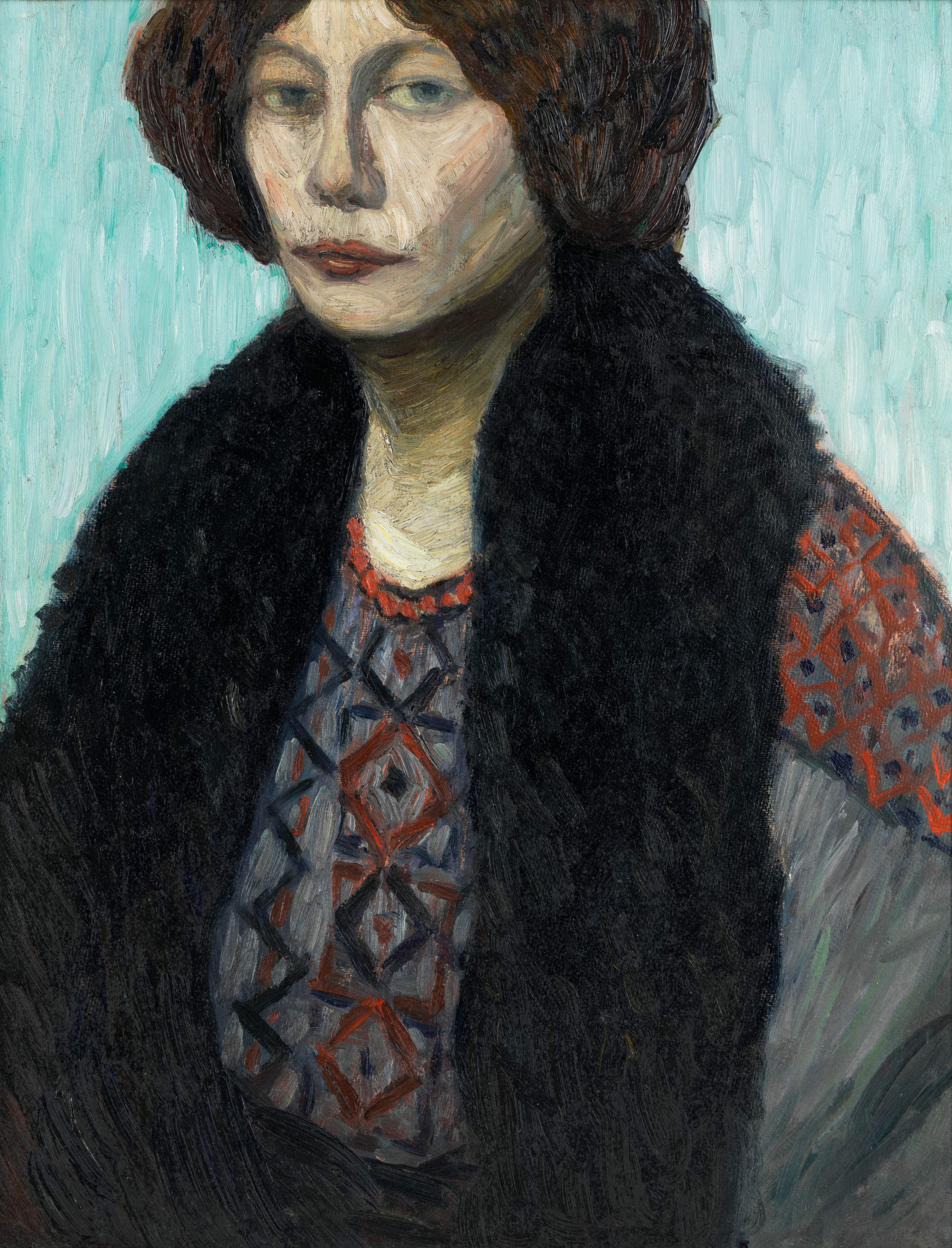
Otto Modersohn: Porträt Louise Modersohn-Breling, um 1912

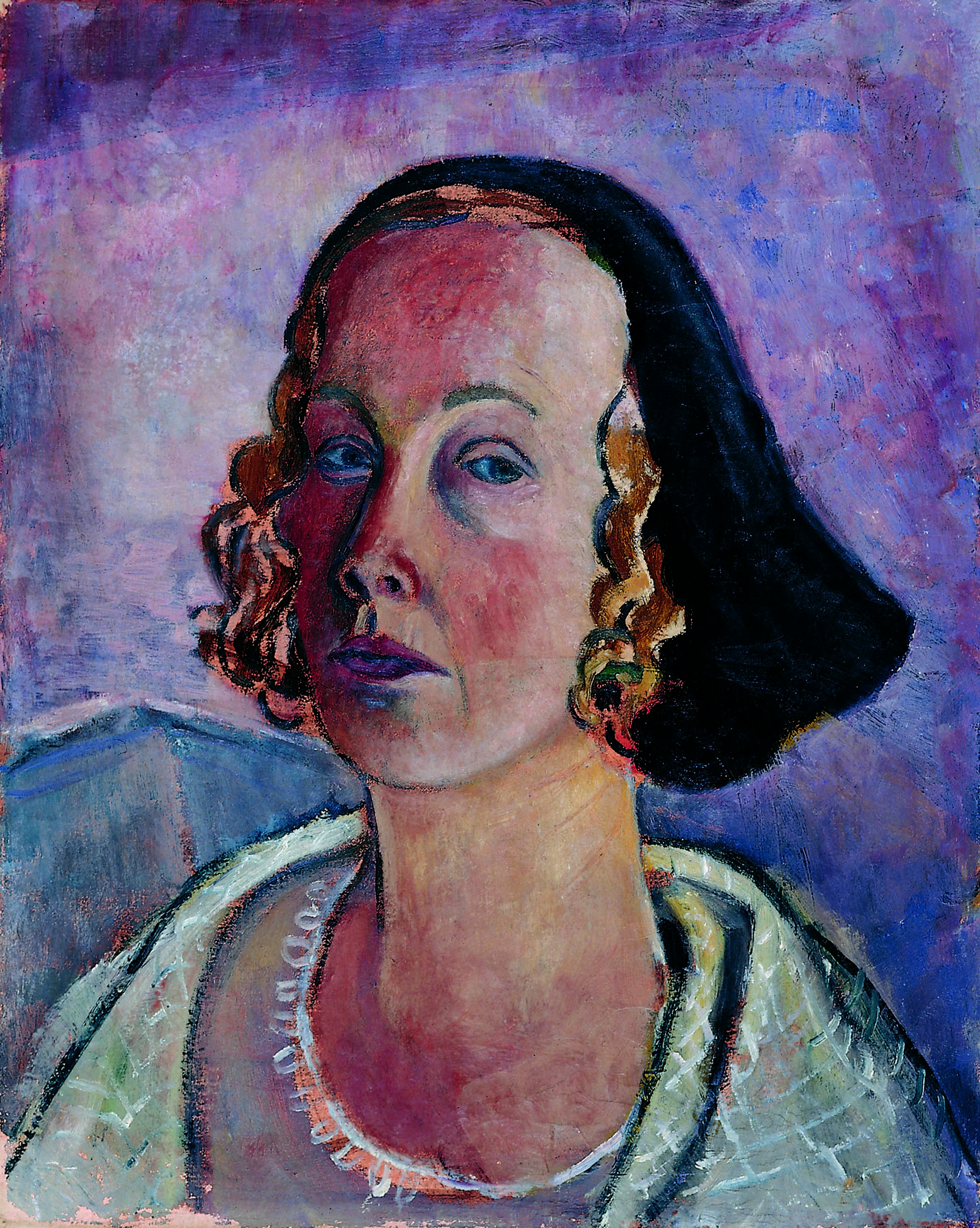
Louise Modersohn-Breling: Selbstporträt mit Kopftuch, um 1930

Louise Modersohn-Breling, genannt Lolo (* 3. März 1883 in München; † 17. September 1950 in Hindelang/Allgäu), war eine deutsche Sängerin und Malerin.

## Leben
Louise Modersohn-Breling war die zweitälteste von sechs Töchtern des Fischerhuder Malers Heinrich Breling (1849–1914) und dessen Frau Amelie, geb. Mayer (1856–1931). Zwei ihrer Schwestern waren die Malerin Olga Bontjes van Beek, geb. Breling und die Keramikerin Amelie Breling. Louise Breling wuchs in München-Schleißheim auf, bis ihre Familie 1892 nach Hannover und schließlich nach Fischerhude zog. Zunächst ließ sie sich als Opern- und Oratoriensängerin ausbilden und trat ab 1904 in Hagen, Hannover und Berlin auf.
1909 heiratete sie in Fischerhude den Maler Otto Modersohn (1865–1943), dessen zweite Frau Paula Modersohn-Becker 1907 verstorben war, und gab ihre Gesangskarriere auf. Aus der Ehe Louise Modersohn-Breling und Otto Modersohn gingen die Söhne Ulrich (1913–1943) und Christian (1916–2009) hervor.
Nach einem einjährigen Aufenthalt in Worpswede und einer Studienreise nach Franken, lebte die Familie ab 1917 wieder in Fischerhude. Zu dieser Zeit wandte sich Louise Modersohn-Breling der Malerei zu und begann, Familienmitglieder und Freunde zu porträtieren. Sie beschäftigte sich mit deutschen Expressionisten wie Karl Schmidt-Rottluff, für den sie 1920 in einem offenen Brief nach seiner kritisierten Ausstellung in der Bremer Kunsthalle eintrat, und entwickelte einen eigenen Malstil im expressiven Realismus. Als ihr vorgeworfen wurde, ihre Werke ähnlich wie Paula Modersohn-Becker zu signieren, um von deren posthumen Erfolg zu profitieren, ging sie dagegen gerichtlich vor.
Das Ehepaar Modersohn unternahm mehrere Studienreisen. So fuhren sie 1922 mit Friedrich Ahlers-Hestermann und Alexandra Povòrina nach Wertheim, wo einige Gassenbilder von Louise Modersohn-Breling entstanden. Im Folgejahr reisten sie nach Iphofen und Sulzfeld, danach nach Würzburg und wieder Wertheim. 1925 unternahmen sie eine Reise nach Holland und zum Gutshof Neue Welt der Malerin Gertraud Rostosky. In der Folgezeit reisten sie häufig ins Allgäu und kauften 1930 schließlich ein Bauernhaus am Gailenberg. Hier hielt sich Louise Modersohn-Breling ganzjährig auf und malte Bilder der Bergwelt und ihrer Bewohner.
Louise Modersohn-Breling starb 1950 an den Folgen eines Hirnschlags. Die Otto-Modersohn-Museen in Fischerhude hält ihren Nachlass und einige ihrer Werke, sowie zwei der drei Porträts, die Otto Modersohn zwischen 1913 und 1918 von ihr gemalt hat. Weitere ihrer Werke werden im Modersohn-Kabinett des Grafschaftsmuseums Wertheim ausgestellt.